# Episodi di The Goldbergs (prima stagione)
La prima stagione della serie televisiva The Goldbergs è stata trasmessa in prima visione assoluta negli Stati Uniti d'America da ABC dal 24 settembre 2013 al 13 maggio 2014.
In Italia, la stagione è stata trasmessa in prima visione assoluta dal 7 luglio al 15 settembre 2016 su Joi. In chiaro è stata trasmessa dal 2 gennaio al 2 febbraio 2017 su Italia 1.
| n° | Titolo originale                | Titolo italiano                 | Prima TV USA      | Prima TV Italia   |
| -- | ------------------------------- | ------------------------------- | ----------------- | ----------------- |
| 1  | The Circle Of Driving           | Il cerchio della guida          | 24 settembre 2013 | 7 luglio 2016     |
| 2  | Daddy Daughter Day              | Giornata padre-figlia           | 1º ottobre 2013   | 7 luglio 2016     |
| 3  | Mini Murray                     | Tale padre tale figlio          | 8 ottobre 2013    | 14 luglio 2016    |
| 4  | Why're You Hitting Yourself?    | Una donna per il nonno          | 15 ottobre 2013   | 14 luglio 2016    |
| 5  | The Ring                        | L'anello                        | 22 ottobre 2013   | 21 luglio 2016    |
| 6  | Who Are You Going to Telephone? | Halloween                       | 29 ottobre 2013   | 21 luglio 2016    |
| 7  | Call Me When You Get There      | Chiamami quando arrivi          | 5 novembre 2013   | 28 luglio 2016    |
| 8  | The Kremps                      | I Kremp                         | 12 novembre 2013  | 28 luglio 2016    |
| 9  | Stop Arguing and Start Thanking | Il giorno del Ringraziamento    | 19 novembre 2013  | 4 agosto 2016     |
| 10 | Shopping                        | Shopping                        | 3 dicembre 2013   | 4 agosto 2016     |
| 11 | Kara-te                         | Kara-te                         | 10 dicembre 2013  | 11 agosto 2016    |
| 12 | You're Under Foot               | Sempre in mezzo ai piedi        | 7 gennaio 2014    | 11 agosto 2016    |
| 13 | The Other Smother               | L'altra madre                   | 14 gennaio 2014   | 18 agosto 2016    |
| 14 | You Opened the Door             | Insegnami a ballare             | 21 gennaio 2014   | 18 agosto 2016    |
| 15 | Muscles Mirsky                  | Amici per la vita               | 4 febbraio 2014   | 25 agosto 2016    |
| 16 | Goldbergs Never Say Die!        | I Goldberg non si arrendono mai | 4 marzo 2014      | 25 agosto 2016    |
| 17 | Lame Gretzky                    | Un difensore indifeso           | 11 marzo 2014     | 1º settembre 2016 |
| 18 | For Your Own Good               | Solo per il tuo bene            | 18 marzo 2014     | 1º settembre 2016 |
| 19 | The President's Fitness Test    | Paure da superare               | 1º aprile 2014    | 8 settembre 2016  |
| 20 | You're Not Invited              | Il bacio-party                  | 8 aprile 2014     | 8 settembre 2016  |
| 21 | The Age of Darkness             | Il primo amore                  | 29 aprile 2014    | 15 settembre 2016 |
| 22 | A Wrestler Named Goldberg       | Un wrestler di nome Goldberg    | 6 maggio 2014     | 15 settembre 2016 |
| 23 | Livin' on a Prayer              | Momenti di gloria               | 13 maggio 2014    | 15 settembre 2016 |

## Il cerchio della guida
- Titolo originale: The Circle of Driving
- Diretto da: Seth Gordon
- Scritto da: Adam F. Goldberg

### Trama
L'undicenne Adam Goldberg registra la vita quotidiana della sua famiglia negli anni '80 in videocassetta con la sua nuova videocamera.
Il fratello maggiore di Adam, Barry, non vede l'ora di avere un'auto, ma al 16º compleanno riceve un regalo che non si aspetta. Inoltre, la sorella maggiore di Adam, Erica, che ha già la patente lotta con Barry su chi dei due debba essere il primo ad avere un'auto.
Nel frattempo, il nonno Albert scopre che sta diventando troppo vecchio per mettersi al volante.
- Colonna sonora: Can not Fight This Feeling di REO Speedwagon.

## Giornata padre-figlia
- Titolo originale: Daddy Daughter Day
- Diretto da: Seth Gordon
- Scritto da: Adam F. Goldberg

### Trama
La tradizione familiare del pattinaggio a rotelle è in pericolo dopo che Erica esce con suo padre, Murray, e ci litiga dopo avergli raccontato dei suoi problemi quotidiani.
Nel frattempo, Beverly, la madre dei ragazzi, porta Adam a comprare vestiti per il primo giorno di scuola, ma mentre lui vuole vestiti adatti alla sua età, lei, non volendo che cresca troppo velocemente, lo costringe ad indossare vestiti da bambino.
- Colonna sonora: Sail Away degli Styx.

## Tale padre tale figlio
- Titolo originale: Mini Murray
- Diretto da: Troy Miller
- Scritto da: Alex Barnow e Marc Firek

### Trama
Quando Barry vuole dei soldi per acquistare un paio di costose sneakers da basket, le Reebok Pump, riceve un'importante lezione da suo padre Murray.
Nel frattempo, Adam e il nonno vanno a vedere di nascosto il film horror Poltergeist, dato che Beverly non vuole perché pensa che sia troppo spaventoso per Adam. La donna ha ragione dato che Adam dopo ha troppa paura di dormire la notte e lei ne approfitta per avere più attenzioni da parte sua.
- Colonna sonora: Here I Go Again degli Whitesnake.

## Una donna per il nonno
- Titolo originale: Why're You Hitting Yourself?
- Diretto da: Jason Ensler
- Scritto da: Sally Bradford

### Trama
Adam e Barry rafforzano il loro legame fraterno dopo aver scoperto per caso un canale di intrattenimento per adulti in televisione.
Nel frattempo, Beverly tenta di trovare una donna per suo padre Albert quando lo vede flirtare con donne più giovani in un bar e costringe il marito ad aiutarla.
- Colonna sonora: Let My Love Open the Door di Pete Townshend.

## L'anello
- Titolo originale: The Ring
- Diretto da: Seth Gordon
- Scritto da: Matt Tarses

### Trama
Mentre puliscono il garage, Erica, Barry ed Adam scoprono una scatola piena di lettere d'amore scritte da Murray ad una donna di nome Anita, il suo primo amore. Beverly lo scopre e scopre che il suo anello di fidanzamento è lo stesso che Murray ha dato alla sua ex-fidanzata. Nel frattempo, Adam s'innamora della sua bella vicina, Dana Caldwell, e si rivolge al nonno per un consiglio. Trova anche ispirazione nella commedia romantica Say Anything e tenta di corteggiarla proprio come ha fatto il personaggio del film.
- Colonna sonora: In Your Eyes di Peter Gabriel.

## Halloween
- Titolo originale: Who Are You Going to Telephone?
- Diretto da: Victor Nelli Jr.
- Scritto da: Chris Bishop

### Trama
Beverly adora Halloween, ma lei e suo padre si rattristano scoprendo che i figli non festeggeranno con lei perché vogliono stare con gli amici.
Nel frattempo, Adam fa dolcetto o scherzetto con un adolescente di nome Evan Turner e i suoi amici. Fanno scherzi ai più piccoli e vandalizzano ogni casa sulla strada, compresa la casa di Adam. In realtà quest'ultimo vorrebbe solo raccogliere caramelle, ma li segue sperando di acquisire popolarità.
Quando Murray lo scopre inizialmente lo punisce per tre settimane e gli fa pulire il tetto, ma quando il figlio gli spiega l'accaduto lo manda a fare Dolcetto o Scherzetto con il nonno.
- Colonna sonora: Tema del film Ghostbusters di Ray Parker, Jr.

## Chiamami quando arrivi
- Titolo originale: Call Me When You Get There
- Diretto da: Michael Patrick Jann
- Scritto da: Michael J. Weithorn

### Trama
Quando Barry riceve la patente di guida, Beverly applica una serie di nuove regole per quando si usa la macchina, tra cui la "Chiamami quando arrivi!".
Oltre a ciò, la donna compra al padre un interruttore di emergenza in caso avesse bisogno di aiuto ma lui rifiuta il regalo giudicandolo inutile. Tuttavia, dopo che il nonno scivola e cade ed è costretto a chiamare Adam per farsi aiutare, il nipote lo convince a tenerlo.
- Colonna sonora: Tricky di Run DMC.

## I Kremp
- Titolo originale: The Kremps
- Diretto da: Victor Nelli Jr.
- Scritto da: Darlene Hunt

### Trama
I Goldberg incontrano i Kremp, la classica famiglia americana perfetta. Quando invitano i Kremp per un barbecue, il pomeriggio diventa caotico e frenetico. Adam fa amicizia con Chad Kremp, il suo nuovo vicino che è un po' come lui, ma quando Beverly e la mamma di Chad, Virginia, si scontrano, Adam e Chad si ritrovano divisi. Alla fine le due donne diventano amiche e i loro figli si riuniscono. Intanto, Barry ed Erica si scontrano sull'uso del telefono di casa. 
- Colonna sonora: Nothing's Gonna Stop Us Now degli Starship.
- Curiosità: il vero Chad Kremp appare come un dipendente dei vicini alla fine dell'episodio.

## Il giorno del ringraziamento
- Titolo originale: Stop Arguing & Start Thanking
- Diretto da: Matt Sohn
- Scritto da: Lew Schneider

### Trama
Quando Marvin, il fratello minore di Murray, viene a festeggiare il Ringraziamento, egli ha la tendenza di portare stress e di litigare col fratello. Nel frattempo, Adam e Barry gareggiano in uno sport inventato da loro chiamato "PA-palla ", simile al calcio. Quando Barry perde per la prima volta, i due fratelli litigano.
- Colonna sonora: Sister Christian dei Night Ranger.

## Shopping
- Titolo originale: Shopping
- Diretto da: David Katzenberg
- Scritto da: Niki Schwartz-Wright

### Trama
Erica inizia a lavorare come commessa da Gimbels, ma il suo posto di lavoro è messo a repentaglio quando Beverly si approfitta in modo esagerato dello sconto per dipendenti di sua figlia al punto che Erica fa credere che abbia rubato del profumo, e la fa arrestare per taccheggio. Nel frattempo, il nonno sembra eliminare la costante sfortuna che ha Barry nella vita.
- Colonna sonora: American Girl di Tom Petty e gli Heartbreakers.

## Kara-te
- Titolo originale: Kara-Te
- Diretto da: Seth Gordon
- Scritto da: Andrew Secunda

### Trama
Alla vigilia del talent show annuale dell'high school, Beverly e Murray si confrontano con l'insegnante che se ne occupa, il signor Glascott, sul progetto di Barry di eseguire un numero di karate. La prima vuole assolutamente farlo esibire, mentre il secondo vuole assolutamente evitarlo. Nel frattempo, il nonno incoraggia una riluttante Erica a cantare nello show, dandole la sicurezza di esibirsi.
- Colonna sonora: Hit Me with Your Best Shot di Pat Benatar.
- Curiosità: Nell'episodio vengono visualizzate parti del film Karate Kid.

## Sempre in mezzo ai piedi
- Titolo originale: You're Under Foot
- Diretto da: Seth Gordon
- Scritto da: Michael J. Weithorn

### Trama
Beverly, seccata che il padre trascorra troppo tempo con lei in casa, costringe Murray a riportarlo a lavorare nel negozio di mobili, ma lui inizia a gestire il negozio come vuole e critica il lavoro dello stesso Murray.
Nel frattempo, dopo aver portato la ragazza per cui ha una cotta, Dana, nella sua stanza piena di giocattoli per bambini, Adam segue il discutibile consiglio di Erica e Barry e, regala i suoi amati giocattoli, sperando che ciò possa aiutarlo ad ottenere il suo primo bacio con Dana. Alla fine Beverly li recupera.
- Colonna sonora: My Life di Billy Joel.

## L'altra madre
- Titolo originale: The Other Smother
- Diretto da: Michael Patrick Jann
- Scritto da: Stacey Harman

### Trama
Beverly s'intromette nella campagna di Barry per diventare tesoriere per prevalere su un'altra madre, Betsy Rubenstone.
Nel frattempo, Erica deve preparare le domande d'ammissione per il college e si confida col nonno dicedogli che le sue domande si basano su bugie che ha inventato negli anni, come quella di essere membro di diversi club scolastici.
Intanto, Murray e Adam vanno in un negozio per noleggiare Indiana Jones e il Tempio maledetto, ma quando sono costretti a pagare una multa per un video non restituito, si scatena una discussione che farà bandire Murray dal negozio. Tuttavia, in seguito, lui sottoscriverà un abbonamento per Adam con grande gioia di quest'ultimo.
- Colonna sonora: Africa di Toto.

## Insegnami a ballare
- Titolo originale: You Opened the Door
- Diretto da: David Katzenberg
- Scritto da: Alex Barnow e Marc Firek

### Trama
Adam e Dana vanno insieme al loro primo ballo scolastico, ma Adam deve fare i conti con la situazione imbarazzante di avere sua madre come chaperon. Erica si offre di tenere Beverly distratta, ma il piano fallisce e Beverly partecipa comunque. Adam alla fine le dice di andarsene, ma quando scopre che la mamma di Dana mette la ragazza in imbarazzo, si scusa e la porta a salvare la festa. Nel frattempo, Murray fa discorsi sul sesso con Barry che non vanno come previsto. 
- Colonna sonora: The Search is Over dei Survivor.

## Amici per la vita
- Titolo originale: Muscles Mirsky
- Diretto da: Claire Scanlon
- Scritto da: Matt Tarses

### Trama
Quando Barry dice ad Adam che uomini e donne non possono essere amici, Adam pensa di avere una cotta per Emmy Mirsky, e la loro amicizia inizia a complicarsi.
Nel frattempo, Beverly controlla in modo asfissiante Erica e quando lei la ridicolizza, convincendola di voler comprare della droga, è costretta a darle il permesso di uscire; tuttavia, la ragazza mente dicendo di voler andare al cinema con Lainey, ma in realtà le due vanno a un toga party. Murray e Beverly presto lo scoprono e salvano Erica da una figuraccia.
- Colonna sonora: Kyrie di Mr Mister.
- Curiosità: nel film vengono visualizzate scene del film Harry ti presento Sally.

## I Goldberg non si arrendono mai
- Titolo originale: Goldbergs Never Say Die!
- Diretto da: David Katzenberg
- Scritto da: Aaron Kaczander

### Trama
Adam è ossessionato dal film I Goonies ed Erica e Barry decidono di fargli uno scherzo: mentre puliscono la soffitta, Adam si imbatte in una "mappa del tesoro"  nascosta dai suoi fratelli e li recluta insieme alla sua ragazza, Dana Caldwell, e ai suoi amici Chad Kremp, Emmy Mirsky e Dave Kim per trovare il "tesoro".
Nel frattempo, Beverly vuole sapere dove sono i gioielli di sua madre, quindi il nonno per ritrovarli recluta Adam e i suoi dando così al nipote l’occasione di vivere l'avventura che desiderava.
- Colonna sonora: The Goonies R Good Enough di Cyndi Lauper.

## Un difensore indifeso
- Titolo originale: Lame Gretzky
- Diretto da: David Katzenberg
- Scritto da: Chris Bishop

### Trama
Adam cerca di migliorare nell'hockey su ghiaccio per compiacere suo padre, ma Beverly chiede a Murray di provare a capire la vera passione di Adam, ovvero quella di girare film.
Barry insegna ad Adam ad essere un membro utile della sua squadra di hockey, trasformandolo in un "difensore", ma i suoi consigli portano Adam a farsi sospendere per rissa.
Alla fine, Murray aiuta Adam con i suoi film e recita persino in uno di essi.  Nel frattempo, Erica tenta di entrare al college di Stanford, ma Beverly vuole che frequenti quello della loro città, Filadelfia, per farla rimanare vicino a casa, cercando di sabotare la sua preparazione per il test. Alla fine, Erica ottiene un punteggio abbastanza alto per frequentare la prestigiosa università.
- Colonna sonora: In a Big Country di Big Country.

## Solo per il tuo bene
- Titolo originale: For Your Own Good
- Diretto da: Victor Nelli Jr.
- Scritto da: Niki Schwartz-Wright

### Trama
Quando Beverly si sbarazza della poltrona preferita di Murray, lui si vendica sostituendole i fornelli con un forno a microonde. Dopo una lunga serie di botta e risposta di questo tipo Beverly capisce di avere torto e recupera la poltrona.
Nel frattempo, Adam si fa aiutare da Barry facendolo andare con lui sullo scuolabus perché lo difenda da un bullo di nome JC Spink.
Tuttavia, quando Barry in seguito diventa il nuovo bullo dello scuolabus, JC si scusa con Adam e riescono a far cacciare Barry dal bus, costringendolo ad andare a scuola con Erica e la sua amica Lainey. Inoltre, i due sembrano mostrare attrazione reciproca.
- Colonna sonora: Glory of Love di Peter Cetera.
- Curiosità: il vero JC Spink appare come autista del bus.

## Paure da superare
- Titolo originale: The President's Fitness Test
- Diretto da: Victor Nelli Jr.
- Scritto da: Aaron Kaczander e Chris Bishop

### Trama
Adam ha paura di fare un test di ginnastica a scuola e Beverly non crede che dovrebbe farlo, quindi gli fa una giustificazione falsa. Coach Muller rimanda il test fino a quando non migliora e, per questo, viene preso in giro da JC Spink. 
Alla fine Murray allena Adam per il test e lui lo supera. In cambio il figlio insegna a Murray a nuotare.
Barry tenta di conquistare l'amica di penna di Erica che va a trovarla e, visto che lei parla solo francese, Erica gli dà delle frasi per fare colpo che in realtà sono sciocchezze.
Alla fine, quando l'amica di Erica bacia Barry due volte sulle guance, lui lo interpreta male e la segue all'aeroporto.
- Colonna sonora: Eye of the Tiger dei Survivor.

## Il bacio-party
- Titolo originale: You're Not Invited
- Diretto da: Michael Patrick Jann
- Scritto da: Lew Schneider

### Trama
Adam è entusiasta della sua festa di compleanno Laser Tag, ma vuole anche un primo bacio da Dana, quindi chiede a Barry di organizzargli la festa. Tuttavia, la festa organizzata dal fratello maggiore si rivelerà un fiasco totale.
Murray e il nonno vogliono assistere all'apertura del caveau di Al Capone, che si rivelerà vuoto con grande delusione del nonno. 
Alla fine Adam e i suoi amici giocano a Laser Tag ed Adam ottiene anche un bacio da Dana.
- Colonna sonora: Just Like Heaven di The Cure.

## Il primo amore
- Titolo originale: The Age of Darkness
- Diretto da: Roger Kumble
- Scritto da: Stacey Harman ed Andrew Secunda

### Trama
Drew Kremp, fidanzato e primo amore di Erica, la scarica per un'altra e lei cade in depressione.  Quando il tentativo di Beverly di far ingelosire Drew facendo uscire Erica con un ragazzo del college fallisce, (il ragazzo viene arrestato per aver offerto alcool a dei minori alla festa di Lainey) sorprendentemente è Murray che aiuta la figlia a riprendersi dalla rottura. 
Nel frattempo, Barry viene ossessionato dal videogioco Punch Out e spetta ad Adam ed al nonno farlo rinsavire.
- Colonna sonora: The Power of Love di Huey Lewis e News.

## Un wrestler di nome Goldberg
- Titolo originale: A Wrestler Called Goldberg
- Diretto da: Ken Marino
- Scritto da: Vanessa McCarthy e Sally Bradford

### Trama
Murray ed il nonno convincono Barry a mentire a Beverly per unirsi alla squadra di wrestling della scuola e Murray cerca di insegnare a Barry alcune mosse di wrestling; tuttavia a Barry interessa solo fare attacchi in stile WWF al suo avversario.  Quando Beverly scopre la verità mette Barry in imbarazzo davanti a tutta la scuola cercando di impedirgli di combattere, ma alla fine Barry combatte e vince.
Erica accompagna Adam a prendere i biglietti per la première di Il ritorno dello Jedi, ammettendo a malincuore che anche a lei piace la serie di Star Wars, ma lascia il posto in fila per stare con alcuni compagni di classe mentre Adam è in bagno. Dopo aver visto la sua delusione nei suoi occhi, Erica convince il manager a farli entrare di nascosto al cinema, con grande gioia di Adam.
- Colonna sonora: The Final Countdown di Europe.

## Momenti di gloria
- Titolo originale: Livin' on a Prayer
- Diretto da: Claire Scanlon
- Scritto da: Adam F. Goldberg e Chris Bishop

### Trama
Quando il record di tiri liberi che Murray aveva stabilito al liceo viene battuto, Beverly lo porta fuori città per farlo presenziare a una partita in onore del suo vecchio record, ma quando Murray fallisce un tiro onorario, mette in imbarazzo se stesso e Beverly.
Barry, approfittando dell'assenza dei suoi, organizza una festa per fare colpo su Lexi Bloom, ma inizialmente non si presenta nessuno, così il nonno convince Erica ad invitare alcuni dei suoi amici.
Questi amici invitano altri amici e la festa degenera; quando Murray e Beverly tornano a casa presto, nonostante la rabbia, Murray lascia al figlio 10 minuti di festa dopo che Barry gli dice di volere un momento di gloria.
Lainey bacia Barry, nel tentativo di far ingelosire Lexi e lui viene messo in punizione per il resto dell'estate.
- Colonna sonora: Livin 'on a Prayer di Bon Jovi.